# Ho passato un brutto inverno
Ho passato un brutto inverno è un album della cantante Giovanna pubblicato dall'etichetta Ariston Records nel 1973.

## Tracce
1. Questo amore un po' strano (Iozzo, Capotosti, Gilibert)
2. Il fiume corre e l'acqua va (Gargiulo, G. Guarnieri, L. Ricchi)
3. A tutti quanti (To each and everyone) (G. Calabrese, G. Rafferthy)
4. Ricordo di un amore (Dearest) (Snoopy, Naps, B.R. Gibb)
5. Shalom Shula Shalom (A. Favata, Rendall, Rozenstraten, S. Vasco)
6. Mi sto inventando un mondo (M. Coppola, E. Favilla, R. Esposito)
7. Dolci fantasie (Gargiulo, L. Ricchi)
8. La grande risposta (A. Genovese)
9. Quanto amore (A. e C. La Bionda)
10. Ma tu chi sei (Bad side of the moon) (M. Piccoli, Taupin, E. John)
11. Più di tutto il bene (More than sympathy) (G. Calabrese, J. Baert)
12. Canzone di un inverno (B. Lauzi, Ipcress)